# Kauernhofen (Eggolsheim)
Kauernhofen is een plaats in de Duitse gemeente Eggolsheim, deelstaat Beieren, en telt ca. 500 inwoners.